# Titanosaurus
Titanosaurus („titánský ještěr“) byl rod středně velkého sauropodního dinosaura. Žil v období nejsvrchnější křídy na území dnešní Indie (geologické souvrství Lameta, geologický věk maastricht).

## Taxonomie
Titanosaurus patří k rodům, do kterých byly v průběhu doby přidávány mnohé nálezy, se kterými si vědci v době popisu nevěděli rady. Materiál, podle kterého byl tento rod popsán, je navíc pouze několik kostí končetin a obratlů, na základě kterých není snadné rozlišení taxonu. Proto je také rodové jméno Titanosaurus mnohými vědci považován za nomen dubium. Některé rody sauropodů, původně řazené do tohoto rodu, dostaly svá vlastní rodová jména, například Jainosaurus a Isisaurus.

## Tělesné rozměry
Jednalo se o nepříliš velkého sauropoda, který dosahoval podle většiny odhadů délky kolem 12 metrů a hmotnosti pouhých několika tun. To je na sauropodního dinosaura poměrně malá velikost, ačkoliv na poměry současné pevninské megafauny by se jednalo o relativně velkého tvora.

## Zajímavost
Fosilie tohoto a dalších dinosaurů ze stejného souvrství mohly být již před staletími nevědomky uctívány hinduisty v místních chrámech (například jako božstvo zvané Šarabha).